# Brione (Verzasca)
Brione (Verzasca) es una comuna suiza del cantón del Tesino, localizada en el distrito de Locarno, círculo de Verzasca. Limita al norte con las comunas de Sonogno y Cugnasco-Gerra, al sureste con Lavertezzo, al suroeste con Avegno-Gordevio, al oeste con Maggia, y al noroeste con Lavizzara.